# 红岩寺镇 (柞水县)
红岩寺镇，是中华人民共和国陕西省商洛市柞水县下辖的一个乡镇级行政单位。

## 行政区划
红岩寺镇下辖以下地区：
红岩村、本地湾村、红安村、正沟村、盘龙村、青岗槽村、闫坪村、张家坪村、小河沟村、石船沟村、掌上村、田家口村、安乐村、跃进村、大沙河村、双沟村和立王沟村。